# Elizabeta Toplek
Elizabeta Toplek (Donja Dubrava, 16. studenog 1924. – Prelog, 12. kolovoza 2017.) bila je hrvatska pjevačica međimurskih narodnih pjesama, u izvornom obliku znanih pod nazivom međimurska popevka. Poznata je i kao Teta Liza.

## Životopis
Spletom okolnosti, nikad nije dobila glazbenu naobrazbu, ali to ne umanjuje njezin značaj u korpusu hrvatske etnoglazbe.
Za širu publiku počinje pjevati tek sredinom 1990-ih godina, kad narodna kajdanka cijele domovine postaje poznatija kao ETNO. Toj popularizaciji narodne glazbe značajno su doprinijeli glazbenici poput Lidije Bajuk, Dunje Knebl i sastava Legena, čime su na površinu isplivali i oni izuzetno kvalitetni, ali manje poznati narodni pjevači.
Službenu biografiju Elizabete Toplek (za njezin 80. rođendan) objavio je Siniša Golub, u tvrdom uvezu i s fotografijama iz privatne arhive same Tete Lize. Umirovljena je kao školska kuharica.
Godine 2010. dodijeljene su joj dvije diskografske nagrade Porin: za najbolju folklornu pjesmu ("Lepo nam je vu jeseni") i najbolju izvedbu folklorne glazbe (pjesmu "Meni mama tak velje") s albuma Teta Liza i Tonček.
Preminula je 12. kolovoza 2017. godine u Prelogu.
Pokopana je u rodnoj Donjoj Dubravi 13. kolovoza 2017. godine.

## Diskografija
- 1999. – CD Moje Međimurje (Teta Liza i Cinkuši), Čakovec: Ultravox, CD-003[6]
- 2007. – CD Teta Liza i Lado, Zagreb: Aquarius Records, CD 174-07
- 2009. – CD Teta Liza i Tonček, Zagreb: Hit Records, CD 886692-3   (dobitnik dva Porina, za najbolju folklornu pjesmu i najbolju izvedbu folklorne glazbe.)[2]

## Vanjske poveznice
- etno.hgu.hr – Teta Liza  Arhivirana inačica izvorne stranice od 17. lipnja 2016. (Wayback Machine) (životopis)
- Discogs.com – Teta Liza (diskografija)
- www.ravnododna.com – Anđelo Jurkas: »Teta Liza – naša Cesaria Evora«